# Christian Thumb

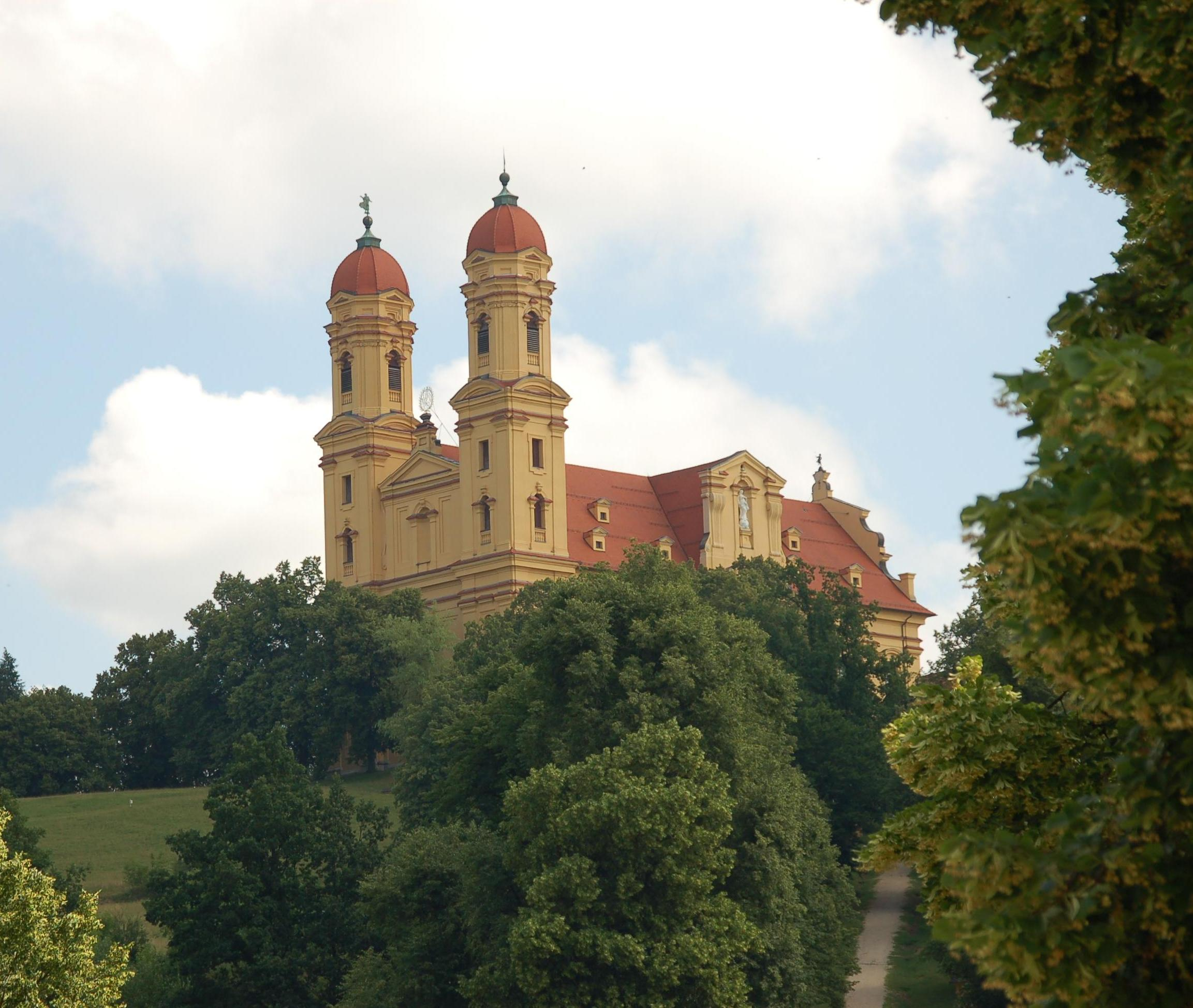
Blick von Südwesten auf die Türme der Schönenbergkirche

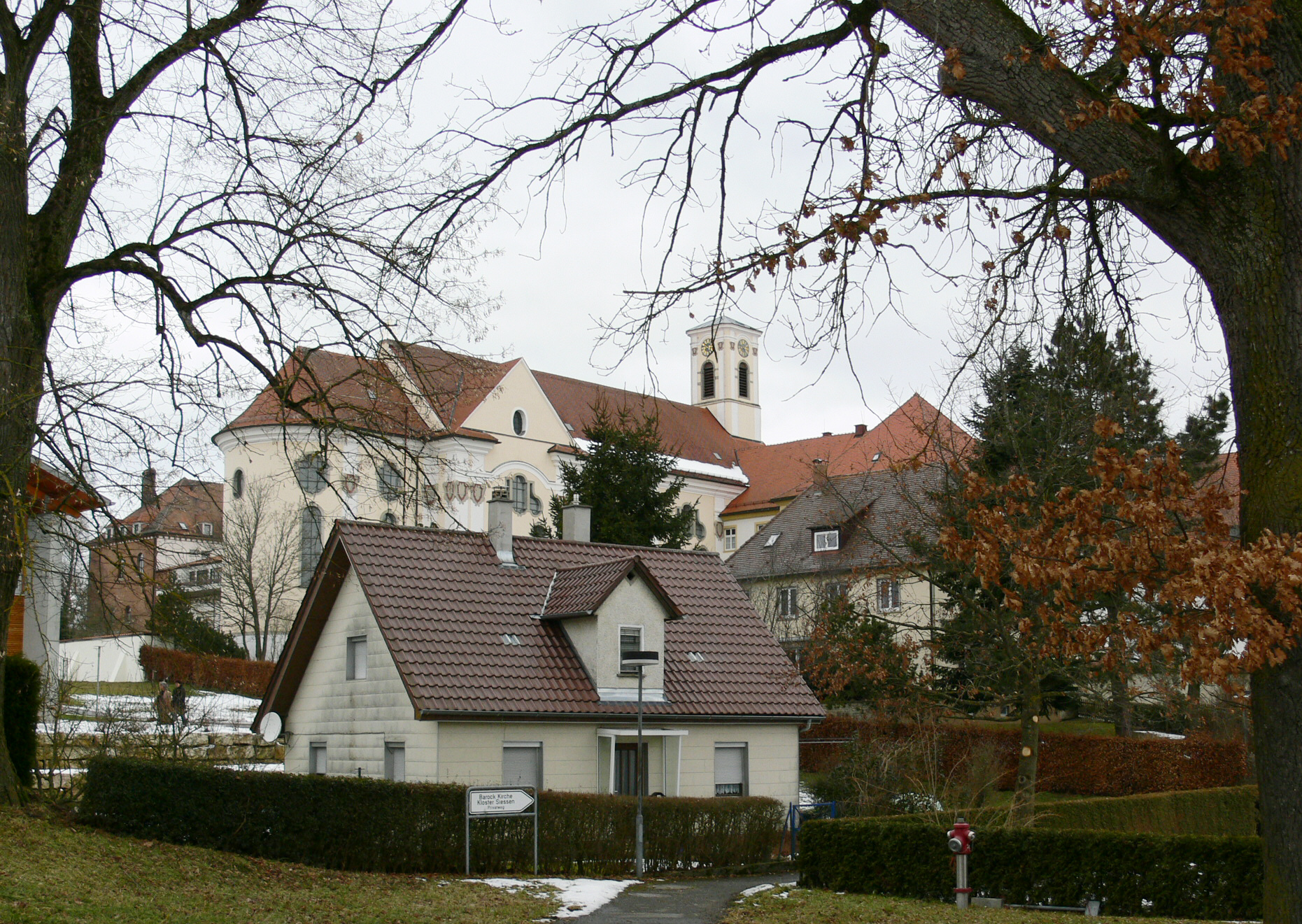
Kloster Sießen

Christian Thumb (* um 1645 in Bezau; † 4. Juni 1726 in Au) war ein österreichischer Architekt.

## Biografie
Seine Familie gehörte zur Auer Zunft. Die Bauarbeiten zur Schönenbergkirche waren unter der Leitung seines Bruders Michael Thumb begonnen worden, von dem auch die Pläne für die Kirche des ehemaligen Prämonstratenserklosters in Obermarchtal stammten, die Christian gemeinsam mit Franz Beer zu Ende führte. 
Als Hauptwerk kann man die heutige Schlosskirche Friedrichshafen bezeichnen.

## Werke
- 1681–96 Ellwangen (Jagst)-Schönenberg, Wallfahrtskirche auf dem Schönenberg
- 1685–88 Katholische Pfarrkirche St. Blasius in Raustetten, Gemeinde Fremdingen
- 1686–92 Obermarchtal, Prämonstratenserklosterkirche St. Peter und Paul
- 1695–1701 Friedrichshafen, Schlosskirche Friedrichshafen (ehem. Benediktinerprioratskirche Hofen)
- 1698–99 Bregenz, Seekapelle
- 1716–22 Bad Saulgau-Sießen, Klausurbauten des Dominikanerinnenklosters
- 1717–24 Weingarten, Benediktinerklosterkirche St. Martin von Tours und St. Oswald